# Leszczynki (Pommeren)
Leszczynki is een plaats in het Poolse district  Kartuski, woiwodschap Pommeren. De plaats maakt deel uit van de gemeente Sierakowice en telt 220 inwoners.